# Gallieniellidae
Gallieniellidae Millot, 1947 è una famiglia di ragni appartenente all'infraordine Araneomorphae.

## Etologia
Le specie appartenenti a questa famiglia di ragni sono predatrici specializzate in formiche.

## Distribuzione
Originariamente erano note come endemiche del solo Madagascar. A partire dal 1980 ne sono state reperite altre nel sudest del Kenya, nel nordest dell'Argentina e in Australia. 

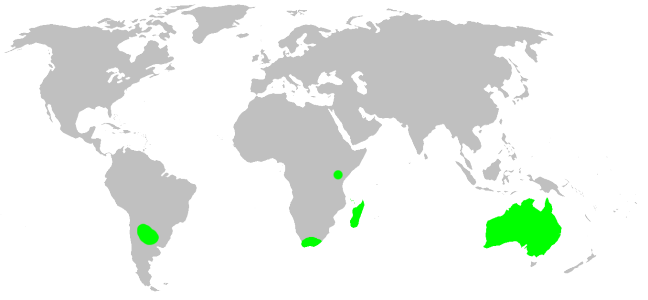
Gallieniellidae - distribuzione

## Tassonomia
Il genere Drassodella, per affinità maggiori e solo da alcuni autori, nel 1990 è stato spostato nella famiglia Gnaphosidae, per poi rientrare in questa famiglia poco tempo dopo.
Attualmente, a novembre 2020, si compone di 10 generi e 68 specie. Per la classificazione in sottofamiglie si segue la categorizzazione dell'entomologo Joel Hallan:
- Gallienellinae Millot, 1947
  - Drassodella Hewitt, 1916  - Sudafrica
  - Gallieniella Millot, 1947 - Madagascar, Isole Comore
  - Legendrena Platnick, 1984 - Madagascar

- Meedoinae
  - Galianoella Goloboff, 2000 - Argentina
  - Meedo Main, 1987 - Australia
  - Neato Platnick, 2002 - Australia
  - Oreo Platnick, 2002 - Australia
  - Peeto Platnick, 2002 - Australia
  - Questo Platnick, 2002 - Australia

- incertae sedis
  - Austrachelas Lawrence, 1938;genere trasferito qui dalla famiglia Corinnidae a seguito di uno studio dell'aracnologo Haddad del 2009 [1] - Sudafrica

### Generi trasferiti
- Toxoniella Warui & Jocqué, 2002; trasferito alla famiglia Liocranidae a seguito di un lavoro degli aracnologi Bosselaers & Jocqué del 2013[1]